# Diagonalizzabilità
In matematica, e più precisamente in algebra lineare, una trasformazione lineare di uno spazio vettoriale è diagonalizzabile o semplice se esiste una base dello spazio rispetto alla quale la matrice di trasformazione è diagonale. In modo equivalente, una matrice quadrata è diagonalizzabile o semplice se è simile ad una matrice diagonale.
Una trasformazione lineare è diagonalizzabile se esistono {\displaystyle n} "assi" passanti per l'origine la cui direzione rimane invariata nella trasformazione stessa: ognuno di tali assi è un autospazio relativo ad un autovettore della trasformazione, e la trasformazione effettua una omotetia. Diagonalizzare una trasformazione significa porsi in un sistema di riferimento che rimane "solidale" con essa, e la trasformazione risulta completamente definita quando si conosce il suo comportamento sugli assi del sistema.

## Definizione
Sia {\displaystyle T} un endomorfismo di uno spazio vettoriale {\displaystyle V}, cioè una trasformazione lineare {\displaystyle T\colon V\to V}. Si dice che {\displaystyle T} è diagonalizzabile se esiste una base di {\displaystyle V} rispetto alla quale la matrice che rappresenta {\displaystyle T} è diagonale. In particolare, la base che diagonalizza {\displaystyle T} è composta da suoi autovettori.
In modo equivalente, una matrice quadrata è diagonalizzabile se è simile a una matrice diagonale. La matrice {\displaystyle T} è quindi diagonalizzabile nel campo di appartenenza se esiste una matrice invertibile {\displaystyle P} tale che:
{\displaystyle P^{-1}TP={\begin{pmatrix}\lambda _{1}\\&\lambda _{2}\\&&\ddots \\&&&\lambda _{n}\end{pmatrix}}}
ossia:
{\displaystyle TP=P{\begin{pmatrix}\lambda _{1}\\&\lambda _{2}\\&&\ddots \\&&&\lambda _{n}\end{pmatrix}}}
Scrivendo {\displaystyle P} in termini dei vettori colonna:
{\displaystyle P={\begin{pmatrix}P^{1}&P^{2}&\cdots &P^{n}\end{pmatrix}}}
la precedente relazione diventa:
{\displaystyle TP^{i}=\lambda _{i}P^{i},\qquad i=1,2,\ldots ,n.}
I vettori colonna di {\displaystyle P} sono dunque autovettori di {\displaystyle T}, e i corrispondenti elementi della matrice diagonale sono i rispettivi autovalori. L'invertibilità di {\displaystyle P} implica inoltre l'indipendenza lineare degli autovettori, che formano una base dello spazio.
Per il teorema spettrale, se {\displaystyle T} è normale e diagonalizzabile allora la base di {\displaystyle V} che è composta da suoi autovettori è una base ortonormale. In tal caso {\displaystyle P} è unitaria.

## Polinomio caratteristico
Un modo per verificare che una applicazione è diagonalizzabile è quello di studiare la diagonalizzabilità della sua matrice associata {\displaystyle A} nelle basi degli insiemi di partenza e di arrivo. A tal fine, uno strumento di notevole importanza è il polinomio caratteristico, che permette di ottenere gli autovalori con la loro molteplicità.
Sia {\displaystyle A} una matrice quadrata con {\displaystyle n} righe a valori in un campo {\displaystyle K}. Il polinomio caratteristico di {\displaystyle A} è un polinomio di grado {\displaystyle n} definito nel modo seguente:
{\displaystyle p(\lambda )=\det(A-\lambda I).}
Le radici {\displaystyle \lambda _{1},\dots \lambda _{k}} di {\displaystyle p(\lambda )} appartenenti al campo {\displaystyle K} sono gli autovalori di {\displaystyle A}. Ogni autovalore {\displaystyle \lambda _{i}} ha una sua molteplicità come radice del polinomio caratteristico, detta molteplicità algebrica. Un autovalore con molteplicità algebrica 1 si dice semplice.
Il teorema di diagonalizzabilità fornisce un criterio necessario e sufficiente che permette di stabilire se un'applicazione lineare è diagonalizzabile. Una matrice quadrata {\displaystyle A} con {\displaystyle n} righe è diagonalizzabile se e solo se valgono entrambi i fatti seguenti:
- La somma delle molteplicità algebriche dei suoi autovalori è {\displaystyle n}, ossia il polinomio caratteristico può essere fattorizzato nel campo attraverso polinomi di primo grado.
- Le molteplicità algebriche e geometriche di ogni autovalore sono coincidenti, ossia la dimensione degli autospazi è pari alla molteplicità con la quale il relativo autovalore è radice del polinomio caratteristico. Poiché la molteplicità geometrica è sempre minore o uguale di quella algebrica, se l'applicazione ha {\displaystyle n} autovalori distinti nel campo allora è diagonalizzabile.

## Teorema spettrale
Il teorema spettrale mostra che una condizione necessaria e sufficiente affinché esista una base ortonormale di autovettori di un endomorfismo è che esso sia autoaggiunto. Il teorema può essere esteso al caso complesso, dove l'enunciato vale per la classe più generale degli operatori normali.

### Caso finito-dimensionale
Sia {\displaystyle T} un endomorfismo su uno spazio vettoriale reale {\displaystyle V} di dimensione {\displaystyle n} sul quale è definito un prodotto scalare definito positivo. Allora {\displaystyle T} è autoaggiunto se e solo se esiste una base ortonormale di {\displaystyle V} fatta di autovettori per {\displaystyle T}. L'endomorfismo {\displaystyle T} è quindi diagonalizzabile.
Una versione equivalente del teorema, enunciata con le matrici, afferma che ogni matrice simmetrica è simile a una matrice diagonale tramite una matrice ortogonale.
Come conseguenza del teorema, per ogni matrice simmetrica {\displaystyle S} esistono una matrice ortogonale {\displaystyle M} ed una matrice diagonale {\displaystyle D} tali per cui:
{\displaystyle D=M^{-1}SM=M^{T}SM.}
In particolare, gli autovalori di una matrice simmetrica sono tutti reali.
Come conseguenza del teorema, una matrice quadrata {\displaystyle A} di rango n sul campo {\displaystyle F} è diagonalizzabile se e solo se la somma delle dimensioni dei suoi autospazi è pari a n. Infatti, tale condizione si verifica se e solo se esiste una base di {\displaystyle F^{n}} composta da autovettori di {\displaystyle A}, e se la base esiste è possibile definire una matrice {\displaystyle P} avente i vettori di tale base come colonne: in tal caso {\displaystyle P^{-1}AP} è diagonale, e gli elementi della diagonale sono gli autovalori di {\displaystyle A}. Le condizioni di diagonalizzabilità per le applicazioni lineari sono equivalenti a quelle per le matrici rappresentative.

### Caso infinito-dimensionale
Il caso infinito-dimensionale costituisce una generalizzazione del caso precedente, ed esistono diverse formulazioni del teorema a seconda della classe di operatori che si vuole considerare. La principale distinzione riguarda gli operatori limitati e non limitati.
Il teorema spettrale afferma che un operatore limitato e autoaggiunto {\displaystyle A} definito su uno spazio di Hilbert {\displaystyle H} è un operatore di moltiplicazione.
In modo equivalente, esiste una famiglia di misure {\displaystyle \{\mu _{n}\}} sullo spettro {\displaystyle \sigma (A)} di {\displaystyle A} ed esiste un operatore unitario:
{\displaystyle U\colon H\to \bigoplus _{n=1}^{N}L^{2}(\mathbb {R} ,d\mu _{n})}
tali che:
{\displaystyle (UAU^{-1}\psi )_{n}(\lambda )=\lambda \psi _{n}(\lambda )}
con:
{\displaystyle \psi =\{\psi _{n}(\lambda )\}\in \bigoplus _{n=1}^{N}L^{2}(\mathbb {R} ,d\mu _{n})}
Una tale scrittura di {\displaystyle A} è detta rappresentazione spettrale dell'operatore.
Come corollario, segue che esiste una misura {\displaystyle \mu } su uno spazio di misura {\displaystyle M} ed esiste un operatore unitario:
{\displaystyle U\colon H\to L^{2}(M,d\mu )}
tali che:
{\displaystyle (UAU^{-1}f)(x)=F(x)f(x)\ }
per una qualche funzione misurabile limitata ed a valori reali {\displaystyle F} su {\displaystyle M}.

## Decomposizione spettrale
Il teorema spettrale fornisce le condizioni per cui sia possibile diagonalizzare un operatore rispetto ad una base ortonormale. Quando questo risulta possibile nel caso finito-dimensionale, ad autovalori distinti corrispondono autovettori mutuamente ortogonali, e pertanto gli autospazi sono in somma diretta. Un operatore normale può, di conseguenza, essere scritto come una combinazione lineare di proiettori ortogonali sugli autospazi, i cui coefficienti sono gli autovalori relativi ad ogni autospazio.
Nel caso infinito-dimensionale la normalità, ed in particolare l'autoaggiuntezza, non garantisce la diagonalizzabilità. In generale un operatore normale non può essere più scritto come combinazione lineare di proiettori ortogonali. Attraverso la misura a valori di proiettore è tuttavia possibile ottenere una scrittura integrale che permette di descrivere l'operatore in termini del suo spettro.

### Caso finito-dimensionale
Come conseguenza del teorema spettrale, sia nel caso reale che nel caso complesso, il teorema di decomposizione spettrale afferma che gli autospazi di {\displaystyle T} sono ortogonali e in somma diretta:
{\displaystyle V=V_{\lambda _{1}}\oplus \ldots \oplus V_{\lambda _{k}}.}
Equivalentemente, se {\displaystyle P_{\lambda }} è la proiezione ortogonale su {\displaystyle V_{\lambda }}, si ha:
{\displaystyle A=\lambda _{1}P_{\lambda _{1}}+\cdots +\lambda _{k}P_{\lambda _{k}},\qquad P_{\lambda }P_{\mu }=0,\quad \lambda \neq \mu .}
La decomposizione spettrale è un caso particolare della decomposizione di Schur. È anche un caso particolare della decomposizione ai valori singolari.

### Caso infinito-dimensionale
Sia {\displaystyle A} un operatore normale limitato definito su uno spazio di Hilbert {\displaystyle H}. Il teorema di decomposizione spettrale per operatori normali afferma che esiste un'unica misura a valori di proiettore {\displaystyle P^{A}} tale per cui:
{\displaystyle A=\int _{\sigma (A)}zdP^{A}(x,y),\qquad z:=(x,y)\to x+iy\in \mathbb {C} ,\quad (x,y)\in \mathbb {R} ^{2},}
dove {\displaystyle \sigma (A)={\mbox{supp}}(P^{A})} è lo spettro di {\displaystyle A}. Si dice che {\displaystyle P^{A}} è la misura a valori di proiettore associata ad {\displaystyle A}.
In particolare, se {\displaystyle A} è un operatore autoaggiunto si può definire una misura a valori di proiettore limitata:
{\displaystyle P^{A}(\Omega )=\chi _{\Omega }(A)}
definita sullo spettro {\displaystyle \sigma (A)} di {\displaystyle A}, in cui {\displaystyle \chi _{\Omega }} è la funzione indicatrice. Tale misura può essere univocamente associata ad {\displaystyle A} nel seguente modo:
{\displaystyle (\phi ,f(A)\psi ):=\int _{\sigma (A)}f(\lambda )d(\phi ,P^{A}(\lambda )\psi ),\quad \forall \phi ,\psi \in H}
per ogni funzione misurabile limitata {\displaystyle f}, e in tal caso si ha:
{\displaystyle A=\int _{\sigma (A)}\lambda dP^{A},\qquad f(A)=\int _{\sigma (A)}f(\lambda )dP^{A}.}
La formula a sinistra è detta diagonalizzazione di {\displaystyle A}.
Se da un lato è possibile definire univocamente un operatore autoaggiunto (o, più in generale, un operatore normale) {\displaystyle A} a partire da una misura a valori di proiettore, dall'altro se è possibile diagonalizzare {\displaystyle A} tramite una misura a valori di proiettore limitata {\displaystyle P^{A}} allora {\displaystyle P^{A}} è la misura a valori di proiettore associata univocamente ad {\displaystyle A}.

### Operatori non limitati
Si consideri un operatore autoaggiunto {\displaystyle A} non limitato. Attraverso la trasformata di Cayley {\displaystyle U(A)} associata ad {\displaystyle A}:
{\displaystyle U(A)=(A-\mathbf {i} I)(A+\mathbf {i} I)^{-1},\qquad A=\mathbf {i} (I+U(A))(I-U(A))^{-1}}
è possibile definire, a partire da {\displaystyle A}, una misura a valori di proiettore {\displaystyle P^{U(A)}} nel modo seguente:
{\displaystyle P^{A}(\Omega ):=P^{U(A)}(U(\Omega )),\qquad \Omega \subset \sigma (A).}
L'insieme {\displaystyle \Omega } è un borelliano contenuto nello spettro (reale) {\displaystyle \sigma (A)} di {\displaystyle A}, e {\displaystyle U(\Omega )} è il risultato ottenuto applicando la trasformata di Cayley su {\displaystyle \mathbb {C} }.
Si dimostra che se la funzione identità, definita su {\displaystyle \sigma (A)}, è di classe {\displaystyle L^{2}} rispetto alla misura {\displaystyle (x,P^{A}(\Omega )x)}, allora {\displaystyle P^{U(A)}} definisce una misura a valori di proiettore su {\displaystyle \sigma (A)}.
In particolare, è possibile scrivere:
{\displaystyle A=\int _{\sigma (A)}\lambda dP^{A}(\lambda ).}
Anche nel caso di {\displaystyle A} non limitato la corrispondenza tra {\displaystyle A} ed una misura a valori di proiettore è biunivoca.

## Esempi

### Esempio di calcolo
Si consideri la matrice:
{\displaystyle A={\begin{bmatrix}1&2&0\\0&3&0\\2&-4&2\end{bmatrix}}}
Il polinomio caratteristico è:
{\displaystyle \det(A-\lambda I)=\det {\begin{bmatrix}1-\lambda &2&0\\0&3-\lambda &0\\2&-4&2-\lambda \end{bmatrix}}=(2-\lambda )\det {\begin{bmatrix}1-\lambda &2\\0&3-\lambda \end{bmatrix}}=(1-\lambda )(2-\lambda )(3-\lambda )}
che si annulla per gli autovalori:
{\displaystyle \lambda _{1}=3,\quad \lambda _{2}=2,\quad \lambda _{3}=1.}
Quindi ha 3 autovalori distinti. Per il primo criterio esposto precedentemente, la matrice è diagonalizzabile.
Se si è interessati a trovare esplicitamente una base di autovettori si deve fare del lavoro ulteriore: per ogni autovalore, si imposta l'equazione {\displaystyle Av_{k}=\lambda _{k}v_{k}} e si risolve cercando i valori del vettore {\displaystyle v_{k}} che la soddisfano, sostituendo volta per volta i tre autovalori precedentemente calcolati.
Una base di autovettori per esempio è data da:
{\displaystyle v_{1}={\begin{bmatrix}-1\\-1\\2\end{bmatrix}},\quad v_{2}={\begin{bmatrix}0\\0\\1\end{bmatrix}},\quad v_{3}={\begin{bmatrix}-1\\0\\2\end{bmatrix}}.}
Si vede facilmente che sono indipendenti, quindi formano una base, e che sono autovettori, infatti {\displaystyle Av_{k}=\lambda _{k}v_{k}}.
Si può scrivere esplicitamente la matrice di cambiamento di base incolonnando i vettori trovati:
{\displaystyle P={\begin{bmatrix}-1&0&-1\\-1&0&0\\2&1&2\end{bmatrix}}}
Quindi la matrice invertibile {\displaystyle P} diagonalizza {\displaystyle A}, come si verifica calcolando:
{\displaystyle P^{-1}AP={\begin{bmatrix}0&-1&0\\2&0&1\\-1&1&0\end{bmatrix}}{\begin{bmatrix}1&2&0\\0&3&0\\2&-4&2\end{bmatrix}}{\begin{bmatrix}-1&0&-1\\-1&0&0\\2&1&2\end{bmatrix}}={\begin{bmatrix}3&0&0\\0&2&0\\0&0&1\end{bmatrix}}}
La matrice finale deve essere diagonale e contenere gli autovalori, ciascuno con la sua molteplicità. È utile osservare come al variare dell'ordine dei vettori colonna in {\displaystyle P} varia l'ordine degli autovalori nella matrice {\displaystyle D}; in particolare all'autovalore dell'{\displaystyle n}-esima colonna di {\displaystyle D} è associato un autovettore del suo autospazio nell'{\displaystyle n}-esima colonna di {\displaystyle P}.

### Numeri complessi
Se il campo su cui si lavora è quello dei numeri complessi, una matrice {\displaystyle n\times n}, per il teorema fondamentale dell'algebra, ha {\displaystyle n} autovalori contando ciascuno con la relativa molteplicità, detta, in questo contesto anche molteplicità algebrica. Se le molteplicità algebriche sono tutte 1, la matrice è diagonalizzabile. Altrimenti, dipende. Un esempio di matrice complessa non diagonalizzabile è descritto sotto.
Il fatto che vi siano comunque {\displaystyle n} autovalori implica che è sempre possibile ridurre una matrice complessa ad una forma triangolare: questa proprietà, più debole della diagonalizzabilità, è detta triangolarizzabilità.

### Numeri reali
Sui numeri reali le cose cambiano, perché la somma delle molteplicità delle radici di un polinomio di grado {\displaystyle n} può essere inferiore a {\displaystyle n}. Ad esempio la matrice:
{\displaystyle B={\begin{bmatrix}0&1\\-1&0\end{bmatrix}}}
non ha autovalori reali, perché il suo polinomio caratteristico {\displaystyle p(x)=x^{2}+1} non ha radici reali. Quindi non esiste nessuna matrice reale {\displaystyle Q} tale che {\displaystyle Q^{-1}BQ} sia diagonale. D'altro canto, la stessa matrice {\displaystyle B} vista sui numeri complessi ha due autovalori distinti i e -i, e quindi è diagonalizzabile. Infatti prendendo:
{\displaystyle Q={\begin{bmatrix}1&{\textrm {i}}\\{\textrm {i}}&1\end{bmatrix}}}
si trova che {\displaystyle Q^{-1}BQ} è diagonale. La matrice {\displaystyle B} considerata sui reali invece non è neppure triangolarizzabile.
Ci sono anche matrici che non sono diagonalizzabili né sui reali né sui complessi. Questo accade in alcuni casi in cui ci sono degli autovalori con molteplicità algebrica maggiore di 1. Ad esempio, si consideri:
{\displaystyle C={\begin{bmatrix}0&1\\0&0\end{bmatrix}}.}
Questa matrice non è diagonalizzabile: ha 0 come unico autovalore con molteplicità algebrica 2, e se fosse diagonalizzabile sarebbe simile alla matrice nulla, cosa impossibile a prescindere dal campo reale o complesso.